# Еню Димитров
Еню Димитров Димитров (среща се и като Еню Димитриев Димитриев) е български офицер и революционер, деец на Македонския комитет.

## Биография
Еню Димитров е роден на 15 април 1860 година в Сливен, тогава в Османската империя. Завършва първия випуск на Военното училище в София през 1880 година и на 6 август 1880 е произведен в чин подпоручик. През 1885 година Еню Димитров участва в Сръбско-българската война (1885) в редовете на Харманлийска №9 пеша дружина. На 24 март 1893 г. е уволнен от служба.
През 1895 година капитан Еню Димитров се включва във Върховния македонски комитет и участва в Четническата акция. Военен командир е на трета Сярска дружина, заедно с подпоручик Тома Давидов, която се състои от 200 души и се води от стария войвода Стойо Костов. Дружината опожарява Доспат и в голямата си част се завръща в България.
По време на военната си кариера служи 44-ти пехотен полк и 8-и резервен полк.

## Военни звания
- Подпоручик (6 август 1880)
- Поручик (26 август 1886)
- Капитан (2 август 1890)